# Eric Borchert

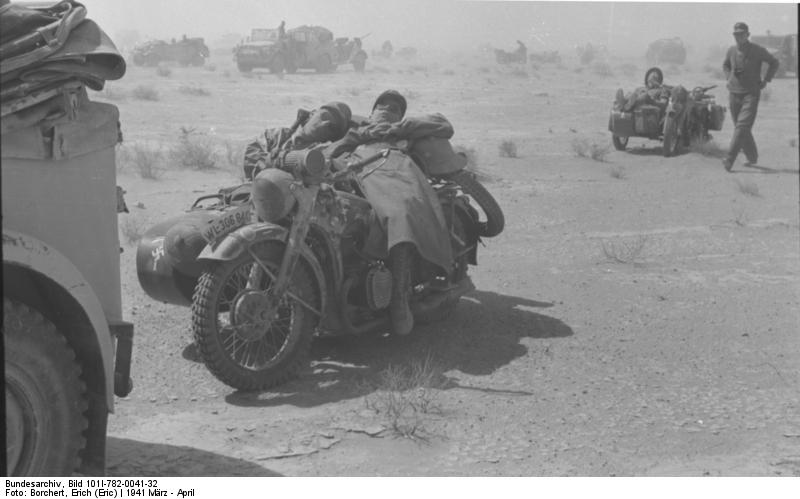
Schlafende deutsche Kradmelder in Nordafrika, 1941

Eric Borchert (* 6. April 1911; † 10. Oktober 1941 bei Tobruk, Italienisch-Libyen) war ein deutschsprachiger Fotograf und Kriegsberichterstatter.

## Leben
Eric Borchert stammte wahrscheinlich aus einer deutsch-amerikanischen Familie. Spätestens seit 1933 war er für die US-amerikanische Nachrichtenagentur Associated Press (A.P.) als Fotograf tätig. Er veröffentlichte 1933 auch Fotos in der Neuen IZ (Illustrierte Zeitung) in Berlin. Spätestens seit 1936 erschienen Fotos von ihm in der Berliner Illustrirten Zeitung, zum Beispiel aus Frankreich, über das Umfeld der Olympischen Spiele in Berlin und über eine Portugalreise (1939).
1941 fotografierte Eric Borchert im besetzten Norwegen. Danach wurde er als wichtigster Fotograf in die Propagandakompanie von General Rommel für den Afrikafeldzug gegen die alliierten Truppen ernannt.
Seine Fotos erschienen später in einem aufwändigen querformatigen Bildband mit ganzseitigen Fotos und wahrscheinlich auch in deutschen Zeitungen und Zeitschriften. Er starb bei der Belagerung von Tobruk.

## Publikationen (Auswahl)
Eric Borchert veröffentlichte mehrere Fotobände sowie Fotos in verschiedenen Zeitungen und Zeitschriften.
Bücher
- Meine Objektiv sieht Europa, ein Zeiss Tessar Buch, mit 80 Abbildungen, Knapp, Halle a.S., 1938
- Das Gesicht des Krieges, Berlin, 1941
- Entscheidende Stunden. Mit der Kamera am Feind, Berlin 1941, mit ganzseitigen Fotos des Nordafrika-Feldzuges

Zeitschriften
- Bierabend beim Reichskommissar - Herr von Papen empfängt, Sonderaufnahmen für die Neue IZ von Eric Borchert, A. P., in Neue IZ, 9,  vom 2. März 1933
- Klassischer Sport auf klassischem Boden, Bildbericht mit 4 Aufnahmen von Eric Borchert, Associadet Press, in: Berliner Illustrirte Zeitung, 1, vom  2. Januar 1936, S. 30
- Eine neue Regierung kommt in Frankreich an die Macht, Bildbericht mit 3 Aufnahmen von Eric Borchert A. P., in: Berliner Illustrirte Zeitung, 24, vom 10. Juni 1936, S. 878–879
- Das Heim der Deutschen in Paris, Bildbericht mit 5 Aufnahmen von Eric Borchert A. P., in: Berliner Illustrirte Zeitung,  26, vom 25. Juni 1936, S. 964–965
- Berlin im Festschmuck, Bildbericht zum Auftakt der Olympischen Spiele 1936 mit 3 Aufnahmen von Eric Borchert A. P., in: Berliner Illustrirte Zeitung,  32, vom 6. August 1936, S. 1225
- Im Haus ohne Männer, Im Friesenhaus, dem Olympia-Frauenheim, Bildbericht mit 4 Aufnahmen von Eric Borchert, in: Berliner Illustrirte Zeitung, 34, vom 19. August 1936, S. 1321
- Männer, die einen neuen Ordnungs-Staat schufen, Bildbericht von einer Portugal-Reise des BIZ-Sonderberichterstatters Eric Borchert, in: Berliner Illustrirte Zeitung,  Nr. 49, vom 3. Dezember 1936, S. 1939

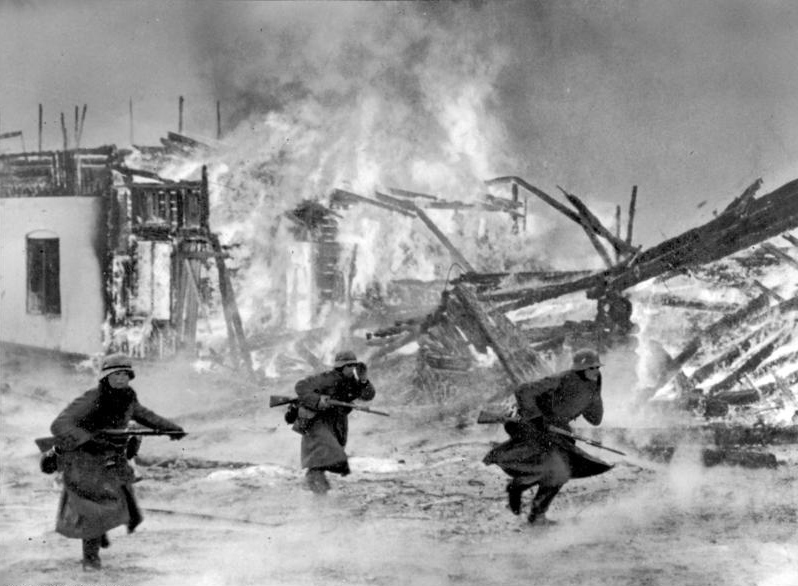
Brennendes Dorf in Norwegen, 1941